# Electricitat estàtica

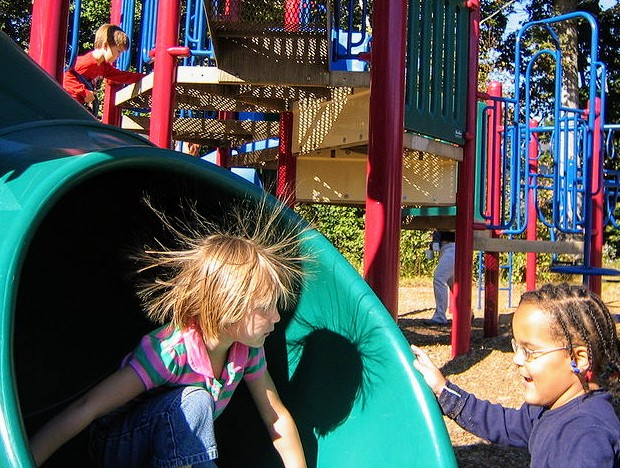
Efecte de l'electricitat estàtica sobre els cabells, un exemple de càrrega per contacte.

Per a la ciència que estudia les càrregues estàtiques vegeu Electroestàtica
El terme electricitat estàtica es refereix a l'acumulació d'un excés de càrrega elèctrica a una zona amb poca conductivitat elèctrica, un aïllant, de manera que l'acumulació de càrrega persisteix. Els efectes de l'electricitat estàtica són familiars per a la majoria de les persones perquè poden veure, notar i fins i tot arribar a sentir les guspires de les descàrregues que es produeixen quan l'excés de càrrega de l'objecte carregat es posa a prop d'un bon conductor elèctric (com un conductor connectat a una presa de terra) o un altre objecte amb un excés de càrrega però de polaritat oposada.

## Història
El fenomen de l'electricitat estàtica és conegut des de l'antiguitat, com a mínim des del segle vi aC segons la informació aportada per Tales de Milet. La recerca científica sobre aquest fenomen va començar quan es van poder construir màquines capaces de generar electricitat estàtica, com el generador electroestàtic construït per Otto von Guericke al segle xvii. La relació entre l'electricitat estàtica i els núvols de tempesta no va ser demostrada fins al 1750 per Benjamin Franklin.
Michael Faraday va publicar el 1832 els resultats dels seus experiments sobre la natura del que fins llavors es pensava que eren diferents tipus d'electricitat, demostrant que l'electricitat induïda amb un imant, l'electricitat voltaica produïda per una pila voltaica i l'electricitat estàtica eren el mateix. A partir d'aquest moment l'estudi de l'electricitat estàtica va quedar dintre del de l'electricitat en general.

## Causes de l'electricitat estàtica
Els materials amb els quals tractem a la nostra vida diària són formats per àtoms i molècules que són elèctricament neutres perquè tenen el mateix nombre de càrregues positives (protons al nucli atòmic) que de càrregues negatives (electrons al voltant del nucli). El fenomen de l'electricitat estàtica requereix una separació sostinguda entre les càrregues positives i negatives, a continuació hi ha les principals causes de què això sigui possible.

### Inducció de la separació de càrregues per contacte
Els electrons poden ser intercanviats entre dos materials per contacte i, a més, els materials que tenen uns electrons feblement lligats tenen tendència a perdre'ls mentre que els materials que no tenen plenes les capes externes d'electrons tenen tendència a guanyar-los. Aquest fenomen és conegut com a efecte triboelèctric o triboelectricitat i dona com a resultat que un dels objectes que s'han posat en contacte quedi carregat positivament mentre l'altre es carrega negativament. La polaritat i la quantitat de la càrrega neta que resta a cada material quan se separen dependrà de les seves posicions relatives a la sèrie triboelèctrica (una llista que classifica els materials en funció de la seva polaritat i la seva capacitat d'adquirir càrrega). L'efecte triboelèctric és la causa principal de l'electricitat estàtica que observem a la nostra vida diària i inclou la que es produeix per fregament de diferents materials.

### Separació de càrregues induïda per la pressió
Alguns tipus de cristalls i ceràmica tenen la propietat de generar una separació de càrregues en resposta a l'aplicació d'un esforç mecànic, és el que s'anomena piezoelectricitat.

### Separació de càrregues induïda per la temperatura
Alguns minerals, com la turmalina, presenten la capacitat de ser polaritzats per efecte de l'escalfor, és el que es coneix com a piroelectricitat o efecte piroelèctric. Tots els materials piroelèctrics són també piezoelèctrics, les dues propietats són estretament relacionades entre si.

### Inducció de la separació de càrregues per la presència d'un objecte carregat
Un objecte carregat posat a prop d'un altre elèctricament neutre causarà la separació de les càrregues de l'altre atès que les càrregues de la mateixa polaritat es repel·leixen mentre que les de diferent polaritat s'atreuen. Com la força deguda a la interacció entre les càrregues elèctriques disminueix ràpidament amb l'augment de la distància, l'efecte serà més gran si són molt a prop i els objectes seran sotmesos a una gran força d'atracció perquè la presència de l'objecte carregat haurà induït l'allunyament de les càrregues del mateix tipus a l'altre extrem de l'objecte que era elèctricament neutre. Aquest efecte és més gran quan l'objecte inicialment neutre és un conductor elèctric perquè les càrregues tenen més facilitat per moure's.
És possible induir una separació de càrregues i si l'objecte és convenientment connectat a terra deixar-lo carregat permanentment. Aquest és el sistema que utilitza el generador de Van de Graaf, un giny utilitzat habitualment per a demostrar els efectes de l'electricitat estàtica.

## Descàrrega electroestàtica
La guspira associada a l'electricitat estàtica és causada per la descàrrega electroestàtica, que es produeix quan l'excés de càrrega és neutralitzat par un flux de càrregues des de l'entorn a l'objecte carregat o des d'aquest cap al seu entorn. En general, una acumulació significativa de càrregues només pot ser persistent en zones de baixa conductivitat elèctrica, en un entorn on molt poques càrregues es poden moure lliurement. El flux de les càrregues neutralitzadores es genera sovint a partir d'àtoms i molècules neutres de l'aire que són separats per a format càrregues positives i negatives, llavors es mouen en direccions oposades com un corrent elèctric, neutralitzant l'acumulació original de càrregues. L'aire es trenca d'aquesta manera al voltant d'uns 30.000 volts per centímetre, aquest valor depèn de la humitat. La descàrrega escalfa l'aire del voltant i produeix una guspira brillant, també provoca una ona de xoc que és la causant del so que es pot arribar a escoltar.
El xoc elèctric que notem quan rebem una descàrrega electroestàtica és degut a l'estimulació dels nervis quan el corrent neutralitzador flueix a través del cos humà. Gràcies a la presència d'aigua que hi ha arreu del món i que es mou, les acumulacions de càrrega no arriben a ser prou importants com per a causar corrents perillosos.

### Llamp

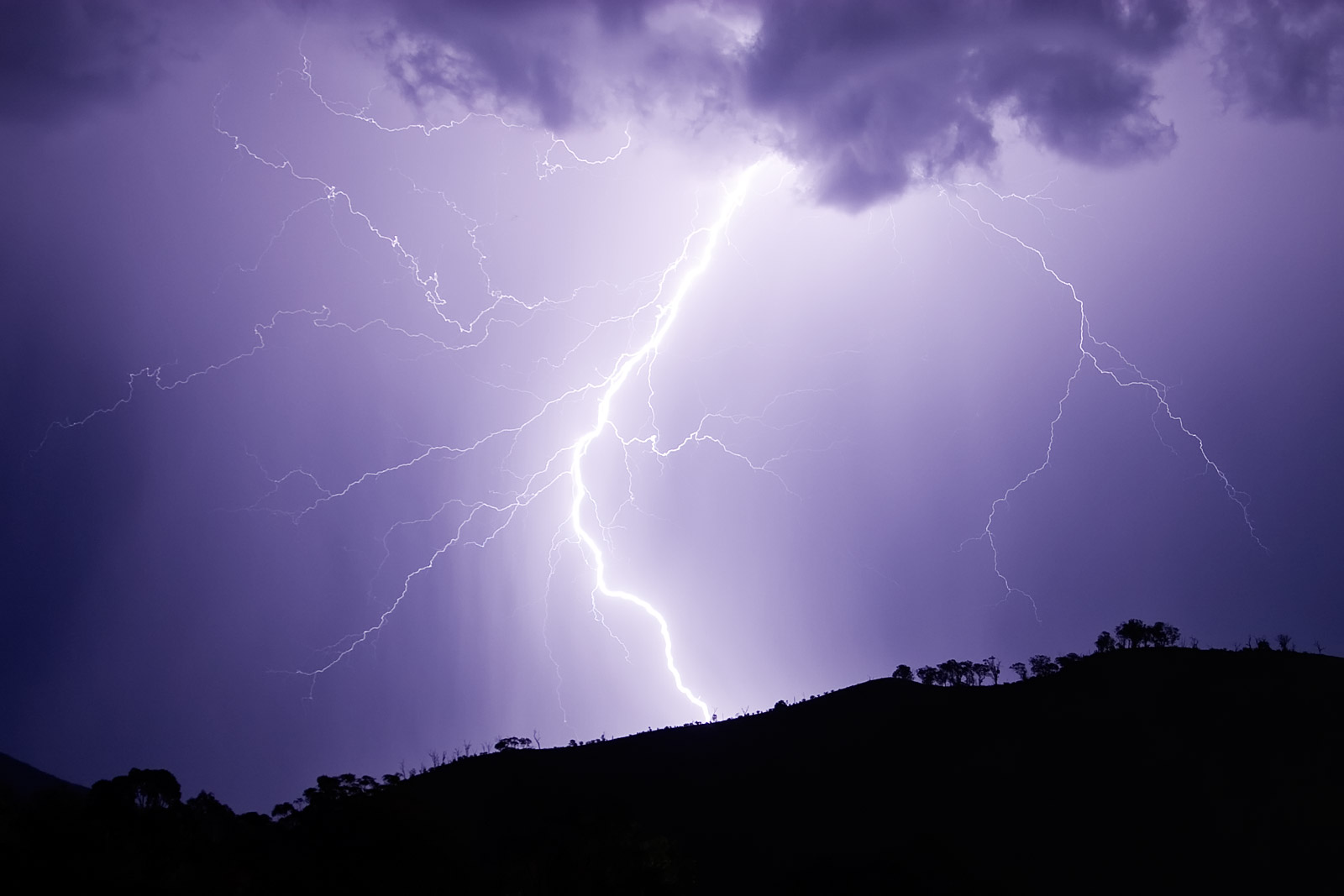
El llamp és una descàrrega electroestàtica natural

El llamp és un exemple d'una descàrrega electroestàtica que es pot observar a la natura. Tot i que els detalls no són del tot clars, es considera que la separació de les càrregues és relacionada amb el contacte que hi ha entre les partícules de glaç que formen els núvols de tempesta. Però sigui quina sigui la causa, el llamp resultant no és altra cosa que una versió a gran escala de les guspires que podem observar a les descàrregues electroestàtiques domèstiques. L'emissió de llum perquè la descàrrega escalfa l'aire que hi ha al voltant del canal que segueix el corrent elèctric i ho fa fins a una temperatura que es produeix llum per incandescència. El so del tro és el resultat de l'ona de xoc que es crea en expandir-se ràpidament l'aire sobreescalfat.

## Perills
Malgrat la seva natura, aparentment innòcua segons la nostra experiència a la vida diària, l'electricitat estàtica pot tenir efectes perillosos no negligibles en situacions a les que l'acumulació de càrregues es produeix en presència de materials o dispositius sensibles.

### Components electrònics
Molts components electrònics, en especial els  dispositius semiconductors, són extremadament sensibles a la presència de l'electricitat estàtica i poden ser malmesos per una descàrrega electroestàtica.

### Indústria química
Les descàrregues electroestàtiques poden resultar molt perilloses allà on es tracta amb substàncies inflamables, una petita guspira és capaç d'iniciar la ignició de barreges explosives amb conseqüències devastadores. És el cas de les factories que treballen amb substàncies en pols en presència de materials combustibles o explosius.

### Exploració de l'espai
A causa de la humitat extremadament baixa que hi ha al medi extraterrestre, és possible que es produeixin grans acumulacions de càrregues estàtiques que són un perill important per als dispositius electrònics que s'utilitzen als vehicles espacials. També representa un risc per als astronautes, el fet de caminar sobre un terreny tan sec, com ho és el de la Lluna o el de Mart, provoca l'acumulació d'una quantitat significativa de càrregues elèctriques que pot provocar descàrregues electroestàtiques capaces de fer malbé els aparells electrònics.

### Operacions de provisió de combustible
Si es produeix una descàrrega electroestàtica en presència de combustible i el seu voltatge és prou gran, pot provocar la ignició dels vapors que es desprenen del combustible. Aquest és un perill present a les estacions de servei i és una de les raons per a les quals és aconsellat de parar el motor mentre es fa benzina. Aquest perill també és present als aeroports durant les operacions de provisió de combustible dels avions.